# ブライアン・イーノ
ブライアン・イーノ（Brian Eno、本名：英語: Brian Peter George St. John le Baptiste de la Salle Eno、1948年5月15日 - ）は、イギリスの音楽家、プロデューサー。
アンビエント・ミュージック（環境音楽）を開拓した第一人者として知られている。デヴィッド・ボウイ、トーキング・ヘッズ、U2などのアルバムのプロデューサーとしても名を馳せた。
実弟は、同じ分野で活動するロジャー・イーノ。

## 来歴

### 生い立ち
サフォーク州ウッドブリッジ生まれ。郵便職員の父とベルギー移民の母の二番目の子供として生まれた。出生名はBrian Peter George Eno。ローマ・カトリック教会の修道会であるラ・サール会が経営する学校に通わされ、堅信名Brian Peter George St. John le Baptiste de la Salle Enoを与えられた。
少年時代の彼はアメリカのポップ・ミュージックに夢中になる一方、音楽だけでなく音響（サウンド）にも興味を持つようになった。ティーンエイジャーになると、音色の違いに注意を向け、録音技術に興味を持ち始めた。1960年代の初めにテープ・レコーダーを手に入れると、まず彼は電燈のかさをペンで叩いた音を録音して、その再生速度を落とすとどのように聞こえるかという実験を行なった。
1964年にThe Black Acesというバンドを結成して音楽活動を始め、1968年のクリスマスにはMaxwell Demonというバンドで4トラックのレコーディングを行なった。イプスイッチ・聖ジョセフ・カレッジとウィンチェスター美術学校に在籍し美術を学ぶかたわら、電子楽器や音声理論に関心を抱き、音楽の方面に傾倒していった。Merchant Taylor's Simultaneous Cabinetという前衛音楽のバンドで活動したこともあった。ウィンチェスター美術大学に在学中、大学で開かれた前衛音楽の催し物で、当時レディング大学の学生だった木管楽器奏者のアンディ・マッケイと知り合った。親しくなった2人はバンドを結成することも話し合ったが、実現しなかった。
1969年に大学を卒業し、1970年にはポーツマス・シンフォニアにクラリネット奏者として加入した。中古の電子機器のディーラーとして働いていたある日、電車の中で偶然マッケイに再会した。マッケイは1969年にエレクトロニック・ミュージック・スタジオズが開発した最新機器のVCS3シンセサイザーを持っていて、1970年の冬にブライアン・フェリーが出したキーボーディストの募集広告に応募して、フェリーとベーシストのグラハム・シンプソンと3人で演奏したり曲を書いたりしていた。

### ロキシー・ミュージック
イーノはマッケイに誘われて、1971年1月にテクニカル・アドバイザーとしてフェリーたちに合流し、やがてテープとVCS3シンセサイザーを操作する役割を担うべくメンバーになった。彼等はドラマーとギタリストを迎えてバンドの体裁を整え、ロキシー・ミュージック（Roxy Music）と名乗り、1972年2月14日にE. G. レコードを運営するE. G. マネージメントと契約した。
グラム・ロックの全盛期にデビューしたロキシー・ミュージックは、アルバム『ロキシー・ミュージック』（1972年）と『フォー・ユア・プレジャー』（1973年）を発表し、特異な音楽スタイルと奇抜なファッションで瞬く間に成功を収めた。中でもイーノの存在は俄然注目を集め、彼はメンバーで一番の人気者になった。ロキシー・ミュージックの主導権を握っていたのはフェリーで、彼が全ての楽曲を一人で書いていたが、女装さながらのきらびやかな衣装をまとってステージでテープとVCS3シンセサイザーを操作するイーノの存在感は、キーボードを弾きながら歌うフェリーのそれを上回った。
1973年7月8日、ロキシー・ミュージックはヨークのヨーク・ミュージアム・ガーデンズで開催されたミュージック・フェスティバルに出演した。会場では、報道陣が前年にイーノが始めたキング・クリムゾンのロバート・フリップとの共同活動（下記参照）について彼に質問を浴びせた。フェスティバルでは以前イーノが在籍していたポーツマス・シンフォニアがロキシー・ミュージックの前に出演し、当時彼等と活動していたイーノも共演した。フェスティバルの聴衆の一部は明らかにイーノ目当てで、ロキシー・ミュージックのメンバーとして登場したイーノの名を連呼し続け、その余りの喧騒に彼は一旦ステージを退いた程だった。
既に自分の立場が脅かされていると感じていたフェリーは、フェスティバルの終了後にマネージメントに対して、もうイーノとは仕事しないと宣言した。数日後、イーノはマネージメントに呼び出され、自分はもはやロキシー・ミュージックのメンバーではないことを通知された。

### スタジオ活動

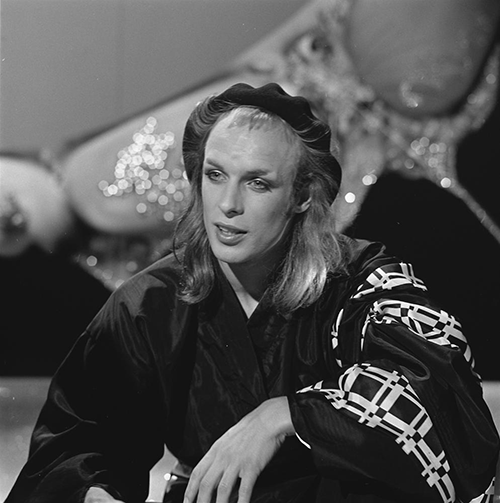
ソロ活動初期（1974年）

イーノはロキシー・ミュージックに在籍していた1972年、マッチング・モウルのセカンド・アルバム『そっくりモグラの毛語録』に客演してシンセサイザーを演奏した。この時、同アルバムのプロデューサーを務めたフリップと意気投合し、同年9月にイーノの自宅のスタジオで「ヘヴンリー・ミュージック・コーポレーション」を録音。ロキシー・ミュージックを去った直後の1973年8月に「スワスティカ・ガール」を録音して、両曲を収録したアルバム『ノー・プッシーフッティング』（1973年）をフリップ&イーノの名義で発表した。その後も同名義でインストゥルメンタルが主体のアルバムを数作発表した。
ソロ名義では『ヒア・カム・ザ・ウォーム・ジェッツ』(1974年)、『テイキング・タイガー・マウンテン』(1974年)と独特なロックアルバムを発表した。それ以降は前衛的な現代音楽、ニューエイジ的な作風を採用するようになる。のちの『アナザー・グリーン・ワールド』（1975年）、『アンビエント1/ミュージック・フォー・エアポーツ』（1978年）に至っては、グラム・ロック的な派手さが影を潜め、前衛音楽の影響やアンビエント的な作風が強く見られる。
ソロ活動と並行して、ロキシー・ミュージックのギタリストであるフィル・マンザネラ、旧西ドイツで活動していたクラスターのメンバーなどと作品を制作して、マニアックなサウンドが求められた当時の音楽シーンに大きな影響を与えた。特に知られるところではデヴィッド・ボウイのアルバムである「ベルリン三部作」(『ロウ』『ヒーローズ』『ロジャー』)の制作に参加したことが挙げられる。
また、アンビエント音楽の世界では、ハロルド・バッドやジョン・ハッセル、ダニエル・ラノワなどの才能を次々と発掘して、ロックの枠組みに収まりきらない音楽業界への貢献を続けた。
その後も同傾向の作品を発表し続けながら、1980年代のロックの新たな動きにも関心を持ち、デヴィッド・ボウイ、トーキング・ヘッズ、U2などのアルバムにも、プロデュースや演奏などで参加し、ニューヨークのアンダーグラウンド・シーンのコンピレーションアルバム『ノー・ニューヨーク』をプロデュースするなど、その後のアーティストやシーンに影響を与える。その他にも、視覚芸術のインスタレーション作品などにも積極的にも参画している。21世紀に入ってからも、ポール・サイモンやコールドプレイのアルバム制作に参加した。

### ライヴ活動
『ヒア・カム・ザ・ウォーム・ジェッツ』を発表した後、彼はEGマネージメントからツアーに出るように要求され、ザ・ウィンキーズ（The Winkies）をバックに1974年2月13日から国内ツアーを開始した。しかし開始早々に右肺に異常をきたして病院に急行したこともあって、予定されていた20の公演の半分近くを終えた3月4日で、残りの公演をキャンセルした。
1974年6月1日、ロンドンのレインボウ・シアターで、ケヴィン・エアーズ、ジョン・ケイル、ニコとコンサートを開催。この模様はライブ・アルバム『悪魔の申し子たち〜その歴史的集会より』(1974年）として発表された。
1976年8月、フィル・マンザネラ（ギター）、ビル・マコーミック（ベース、ヴォーカル）、フランシス・モンクマン（フェンダー・ローズ・ピアノ、クラビネット）、サイモン・フィリップス（ドラム、リズムジェネレーター）、ロイド・ワトソン（スライドギター、ボーカル）と、一時的なプロジェクトである801を企画した。彼等は同月26日にノーフォーク、28日にレディング・フェスティバル、9月3日にロンドンのクイーン・エリザベス・ホールでコンサートを開催して高い評価を得た。9月3日のクイーン・エリザベス・ホールでのコンサートの模様は、同年11月にライヴ・アルバム『801 ライヴ』として発表された。

## エピソード
マイクロソフト社のオペレーティングシステム、「Windows 95」の起動音「The Microsoft Sound」は彼の作曲によるものである。「The Microsoft Sound.wav」のプロパティには彼の名が記されている。「CHRONICLE POP MUSIC CRITIC」誌の1996年のインタビューによると、マイクロソフトからの依頼は「人を鼓舞し、世界中の人に愛され、明るく斬新で、感情を揺さぶられ、情熱をかきたてられるような曲。ただし、長さは3秒コンマ25」であったという。当時新しいアイデアが思い浮かばずに悩んでいた彼は、これを「待ち望んでいた課題だ」と快諾し、製作にとりかかった。最終的に84個のごく短いフレーズが製作され、その中の一つが「The Microsoft Sound」として提供された。ちなみに、親友ロバート・フリップは後年、Windows OSの後継ソフトである「Windows Vista」のサウンドを担当している。
なお、BBCラジオ4の番組"The Museum of Curiosity"でイーノは、この曲はMacintoshで製作したことを明かし、「私は今までに一度もPCを使ったことがない。PCは好きじゃない」と述べた。
2025年5月21日（現地時間）、Instagramの公式アカウントにて、マイクロソフト宛の公開書簡を発表し、イスラエルによるハマスへの攻撃（2023年パレスチナ・イスラエル戦争）に同社が技術を提供していると批判した。Windows 95の起動音作曲で得た報酬を、ガザ攻撃の被害者支援に寄付するとも語った。

## オブリーク・ストラテジーズ
オブリーク・ストラテジーズ（Oblique Strategies）は、イーノとピーター・シュミットが共同で制作したカードセット。それぞれのカードに異なる文やフレーズが印刷されている。例は以下の通り。
- 問題をできる限り明確に文字で述べよ（State the problem in words as clearly as possible. ）。
- 君の最も身近な親友ならどうするだろう？（What would your closest friend do?）
- 何を増やすべきか？何を減らすべきか？（What to increase? What to reduce?）
- 誤りを隠れた意図として賞賛せよ。（Honour thy error as a hidden intention.）

使用法としては、カードをよく切り、その中から1枚だけ選ぶ。そのカードに記載の文を自分なりに解釈し、自らの創作活動に活用するというものである。現在Enoshopで販売されているものは第5版である。
このカードセットは、彼のソロ作品やボウイの『ベルリン三部作』、近年では彼がプロデュースしたコールドプレイの『美しき生命』で使用された。

## 人物と思想
イーノはイギリスの芸能人の多くと同じく、左翼的な思想の持ち主である。2014年のガザにおけるイスラエルの軍事行動に対して、トゥトゥ、ノーム・チョムスキー、アリス・ウォーカーらと共に批判を行った。2015年の労働党党首選挙では、急進左派のジェレミー・コービンを支持する意見を左派系の『ガーディアン』紙に寄稿した。
ロジャー・ウォーターズが彼の反ユダヤ思想を理由にドイツ公演を中止させられた時には、彼を擁護する書簡に署名した。

## ディスコグラフィ

### アルバム
- 1974年
  - ヒア・カム・ザ・ウォーム・ジェッツ - Here Come the Warm Jets
  - テイキング・タイガー・マウンテン - Taking Tiger Mountain (By Strategy)
- 1975年
  - アナザー・グリーン・ワールド - Another Green World
  - ディスクリート・ミュージック - Discreet Music
- 1977年 ビフォア・アンド・アフター・サイエンス - Before and After Science
- 1978年
  - ミュージック・フォー・フィルムズ - Music for Films
    - 映画製作者やジャーナリストに配布された版を市販用に一部改訂したもの。収録漏れとなった曲は、後に「Music for Films, Vol. 2」の曲と共に「More Music for Films」に収録された。

  - After the Heat
  - アンビエント1/ミュージック・フォー・エアポーツ - Ambient 1: Music for Airports
    - イーノが最初にAmbient Musicとして発表したアルバム。この題名は比喩ではなく、文字通りの意味で「空港のための音楽」である。イーノは空港という場所とその機能のために音楽を作曲したのであった。この音楽は実際にニューヨークのラガーディア空港で使用されている。音楽その物はミニマル・ミュージックの手法による4曲のインストゥルメンタルからなり、各曲には題名はなく、単に番号のみがふられている。最初の「1/1」はピアノとシンセサイザー主体、2曲目の「2/1」は肉声のみで演奏されるミュジーク・コンクレートを思わせる曲であり、3曲目の「1/2」は肉声とピアノ、4曲目の「2/2」はシンセサイザーのみで演奏されている。アルバム・ジャケットには、楽曲の解説と思われる奇妙な図表による添書きが個々の音楽に併記されているが、その意味するところは解説されていない。
- 1980年
  - アンビエント2/ザ・プラトウ・オブ・ミラー - Ambient 2: The Plateaux of Mirror（旧邦題は『鏡面界』）
    - ハロルド・バッドの作曲とピアノ演奏をイーノが編曲した共作アルバム。クレジットはHarold Budd & Brian Enoとなっている。個々に題名を持つ10曲からなる。

  - Ambient 3: Day of Radiance（日本盤タイトルは『発光』）
    - ララージ（Laraaji、本名はエドワード・ゴードン）の作曲とハンマーダルシマー（ツィンバロム）とツィター演奏をイーノが電子処理したアルバム。それゆえクレジットはララージのみとなっている。発表時、媒体はLPレコードであり、そのA面はザ・ダンスと名づけられたテンポの早い3曲からなり、裏のB面はメディテーションと名づけられたゆっくりとした2曲からなる。
- 1981年
  - My Life in the Bush of Ghosts
    - イーノと元トーキング・ヘッズのデヴィッド・バーンの共作アルバム。当時はまだ一般的でなかったサンプリングを巧みに取り入れた作風で話題となった。2006年には未発表曲を収録した再発盤が発売された。なお、「Qu'ran」は現行CDと2006年再発盤には収録されていないが、一部の版のCDには収録されている。

  - Empty Landscapes
- 1982年 アンビエント4/オン・ランド - Ambient 4: On Land
再びイーノの単独クレジットとなった、シンセサイザー主体の個々に題名を持つ八曲からなるアルバム。ジョン・ハッセル(Jon Hassell)が参加していることもあって、先にジョン・ハッセルとの共作として発表された『第四世界の鼓動』（1980年）に似た雰囲気を持つ。
- 1983年
  - アポロ - Apollo: Atmospheres & Soundtracks
  - Music for Films, Vol. 2
    - TALK SHOWのため初来日を果たした。
- 1984年 ザ・パール - The Pearl
ハロルド・バッドと共同名義のアンビエント作品
- 1985年 サーズデイ・アフタヌーン - Thursday Afternoon
- 1988年 ミュージック・フォー・フィルムズIII - Music for Films III
ダニエル・ラノワ、ララージ、ロジャー・イーノ、マイケル・ブルック、ジョン・ポール・ジョーンズ、マイシャ・マーリン、リディア・セアミン、ハロルド・バッドとの共同によるオムニバス・アルバム。
- 1990年 ロング・ウェイ・アップ - Wrong Way Up
ジョン・ケイルと共同名義。イーノが『Before and After Science』以来久々に歌った事が話題となった。
- 1992年
  - ナーヴ・ネット - Nerve Net
    - 未発表に終わった作品「My Squelchy Life」を母体にしている。

  - ザ・シュトフ・アッセンブリィ - The Shutov Assembly
- 1993年
  - Robert Sheckley's In a Land of Clear Colours
  - ネロリ - Neroli
- 1994年 Headcandy
Mac専用CD-ROM。付属の眼鏡で立体映像を体験するソフトウェア。イーノは映像制作には関与していない。音楽のみの貢献。
- 1995年 Spinner
元PILのジャー・ウーブルと共同名義
- 1997年
  - ザ・ドロップ - The Drop
    - 旧国内盤にはボーナストラックを3曲収録した8cmシングルCDがあった。

  - Extracts From Music for White Cube
- 1998年 Lightness: Music for the Marble Palace
- 1999年
  - I Dormienti
  - Kite Stories
- 2000年
  - Music for Civic Recovery Center
  - Music for Onmyo-Ji（陰陽師）
- 2001年 ドローン・フロム・ライフ - Drawn From Life
  - J・ペイター・シュヴァルムと共同名義
- 2003年
  - Bell Studies for the Clock of the Long Now
  - January 07003: Bell Studies for the Clock of the Long Now
- 2005年 アナザー・デイ・オン・アース - Another Day on Earth
日本盤はボーナストラックを1曲収録。
- 2006年
  - 77 Million Paintings
    - DVD-ROM。写真や絵がランダムに映り融合する。融合のパターンは理論的には7700万通り存在する。また、音も同様にランダムに組み合わされる。2006年にラフォーレミュージアム原宿にてこれを使用したインスタレーション展が開催された。2007年には改訂第2版が発売された。

  - 77 Million
    - 上述のインスタレーション展会場にて1000枚限定で販売されたCD。未発表曲集。
- 2008年 エヴリシング・ザット・ハプンズ・ウィル・ハプン・トゥデイ - Everything That Happens Will Happen Today
デヴィッド・バーンと共同名義
- 2010年 スモール・クラフト・オン・ア・ミルク・シー - Small Craft On A Milk Sea
- 2011年
  - ドラムス・ビトウィーン・ザ・ベルズ - Drums Between the Bells
  - パニック・オブ・ルッキング - Panic of Looking
- 2012年 ラックス - LUX
- 2014年
  - サムデイ・ワールド - Someday World
    - カール・ハイド（アンダーワールド）と共同名義

  - ハイ・ライフ - High Life
    - 同上
- 2016年 ザ・シップ - The Ship
- 2017年 リフレクション - Reflection
- 2020年 ミキシング・カラーズ - Mixing Colours
ロジャー・イーノとの共同名義[23]。

- 2022年 フォーエヴァーアンドエヴァーノーモア - foreverandevernomore

#### フリップ&イーノ
- 1973年 ノー・プッシーフッティング - No Pussyfooting
- 1975年 イヴニング・スター - Evening Star
- 1994年 エッセンシャル・フリップ&イーノ - The Essential Fripp and Eno
- 2004年 イクエイトリアル・スター - The Equatorial Stars
- 2008年 Beyond Even (1992–2006)

### コンピレーション
- 1983年 Working Backwards 1983-1973
- 1984年 Begegnungen
- 1985年 Begegnungen II
- 1986年
  - Desert Island Selection
  - More Blank Than Frank
- 1993年
  - Instrumental
  - Eno Box II: Vocals
- 1994年
  - Eno Box I: Instrumentals
  - Dali's Car
- 1995年 Here Come the Warm Jets/Another Green World/Before & After Science
- 1999年 Sonora Portraits
- 2003年 Curiosities, Vol. 1
- 2005年 More Music for Films

## プロデュース
- ディーヴォ
- トーキング・ヘッズ
- ロバート・フリップ
- デヴィッド・ボウイ
- ウルトラヴォックス - ファーストアルバムをイーノがプロデュース
- U2
- ロバート・ワイアット
- ケヴィン・エアーズ
- ジョン・ケイル
- ギャヴィン・ブライヤーズ
- マイケル・ナイマン
- ハロルド・バッド
- ダニエル・ラノワ
- ロジャー・イーノ
- ジョン・ポール・ジョーンズ
- マイケル・ブルック
- ペンギン・カフェ・オーケストラ
- ポーツマス・シンフォニア